# Pimus fractus
Pimus fractus är en spindelart som först beskrevs av Chamberlin 1920.  Pimus fractus ingår i släktet Pimus och familjen mörkerspindlar. Inga underarter finns listade i Catalogue of Life.